# 9-я кавалерийская дивизия 12-й армии
9-я кавалерийская дивизия 12-й армии — соединение кавалерии РККА, созданное во время Гражданской войны в России 1918—1920 годов. Являлось маневренным средством в руках фронтового и армейского командования для решения оперативных и тактических задач.

## Командный состав 9-я кавалерийская дивизия12-й армии
- 9-я кавалерийская дивизия 12-й армии

### Начальник
- Мурзин Дмитрий Константинович — с 18 июня 1919 года по 28 октября 1919 года[1]

### Военкомы
- Джиан Григорий Григорьвевич — с 18 июня 1919 года по 12 октября 1919 года[1]
- Гринев Григорий Маркович — с 12 сентября 1919 года по 14 октября 1919 года[1]
- Федяев Сергей — с 14 октября 1919 года по 28 октября 1919 года[1]

### Начальники штаба
- Киловод Василий — с 18 июня 1919 года по 14 октября 1919 года[1]
- Михневич Виктор — с 14 октября 1919 года по 28 октября 1919 года[1]